# Eguisheim
Eguisheim este o comună în departamentul Haut-Rhin din regiunea Grand Est (până în 2015 Alsacia) a Franței. Aparține arondismentului Colmar-Ribeauvillé și cantonului Wintzenheim. Orașul principal cu același nume este clasificat ca unul dintre Plus beaux villages de France. În 2022 avea o populație de 1.735 de locuitori.

## Geografie
Municipiul este situat în Alsacia Superioară pe ruta vinului din Alsacia (Route des Vins d'Alsace), la aproximativ 5 kilometri sud-vest de Colmar și la 3,5 kilometri sud de Wintzenheim (Winzenheim), sub un munte încununat de trei ruine de castel (Dagsburg, Wahlenburg și Burg Weckmund). Acest grup de castele este cunoscut sub numele de Trei Ex (în alsaciană: Dri Egsa; în franceză: les trois tours d’Eguisheim). Zona municipală face parte din Parcul Natural Regional Ballons des Vosges (Parc naturel régional des Ballons des Vosges). 

### Localizare
Eguisheim se întinde pe 339 de hectare și se află la o altitudine de 210 metri dNM. Are la baza dealurile usor in panta bine expuse la soarele de pe Schlossberg care au favorizat plantarea viței de vie. Se poate ajunge la Eguisheim pe drumul național 83 în direcția Rouffach.
Municipalitățile învecinate sunt Wintzenheim, Sainte-Croix-en-Plaine, Herrlisheim-près-Colmar, Obermorschwihr, Vœgtlinshoffen, Wettolsheim și Husseren-les-Châteaux.

## Evoluția populației
| An        | 1975  | 1982  | 1990  | 1999  | 2006  | 2009  | 2015  | 2022  |
| --------- | ----- | ----- | ----- | ----- | ----- | ----- | ----- | ----- |
| Populație | 1.461 | 1.438 | 1.530 | 1.548 | 1.549 | 1.622 | 1.734 | 1.735 |

## Personalități născute aici
- Leon al IX-lea, papă (1049-1054);
- Irénée Hausherr (1891-1978), profesor de spiritualitate creștină.